# Upplands runinskrifter 32
Runinskrift U 32 är en runsten belägen i ett skogsparti en knapp kilometer från Stenhamra centrum i Ekerö kommun och i närheten av busshållplatsen Solbacka. 

## Stenen
Runstenen som restes på vikingatiden står i nära anslutning till ett gravfält. Om den ursprungligen stått i där i närheten av gravhögarna kan inte säkert avgöras. Både korset och bönen visar att familjen varit kristen. Namnet Botne är inte känt från någon annan runinskrift men ingår förmodligen i det småländska sockennamnet Bottnaryd. Runstenen är känd genom teckningar från 1600-talet men försvann senare. Den återfanns i mitten av 1800-talet av Richard Dybeck och låg då över ett avloppsdike med ristningsytan nedåt. Stenen restes sedan på sin nuvarande plats. Den från runor översatta texten följer nedan:

## Inskriften
Translitterering av runraden:
+ unfaikr + auk + krukr + auk × stain + auk + halki × litu + raisa + stain × þana + aftir × suain + foþur sin × auk + at + butna + bruþur sin auk × ika + kuþ × hialbi + ont þaira
Normalisering till runsvenska:
Ofæigʀ ok Krokʀ ok Stæinn ok Hælgi letu ræisa stæin þenna æftiʀ Svæin, faður sinn, ok at Botna, broður sinn, ok Inga. Guð hialpi and þæiʀa.
Översättning till nusvenska:
Ofeg och Krok och Sten och Helge och Inga lät resa denna sten efter Sven, sin fader, och efter Botne, sin broder, Gud hjälpe deras ande.